# Čeminac
Čeminac (njemački: Laskafeld) općina je u Hrvatskoj. Smještena je u Osječko-baranjskoj županiji.

## Zemljopis
- Površina: 61,4 km²
- Poljoprivredne površine 4297 ha
- Šumske površine 1477 ha[4]
- Naselja: Čeminac, Grabovac, Kozarac, Mitrovac, Novi Čeminac

## Etimologija
Ime Čeminac izvedeno je od prezimena velikaške obitelji Cseményi, koji su bili vlasnici posjeda u tom kraju.

## Stanovništvo
- Broj stanovnika (popis 2001.): 2856
- Broj kućanstava: 971

Po popisu stanovništva iz 2001. godine općina Čeminac imala je 3246 stanovnika raspoređenih u 5 naselja:
- Čeminac – 1108
- Grabovac – 895
- Kozarac – 789
- Mitrovac – 64
- Novi Čeminac – 390

| broj stanovnika | 2162  | 2334  | 2746  | 3066  | 2989  | 3209  | 3395  | 3641  | 3727  | 3380  | 3954  | 3521  | 3217  | 3536  | 2856  | 2909  | 2484  |
|                 | 1857. | 1869. | 1880. | 1890. | 1900. | 1910. | 1921. | 1931. | 1948. | 1953. | 1961. | 1971. | 1981. | 1991. | 2001. | 2011. | 2021. |

| broj stanovnika | 1049  | 1130  | 1267  | 1369  | 1234  | 1277  | 1548  | 1714  | 1273  | 1256  | 1578  | 1484  | 1331  | 1413  | 1108  | 968   | 865   |
|                 | 1857. | 1869. | 1880. | 1890. | 1900. | 1910. | 1921. | 1931. | 1948. | 1953. | 1961. | 1971. | 1981. | 1991. | 2001. | 2011. | 2021. |

### Nacionalni sastav, 2001.
(bez Novog Čeminca)
- Hrvati – 2558 (89,57)
- Mađari – 112 (3,92)
- Srbi – 76 (2,66)
- Nijemci – 33 (1,16)
- Slovenci – 8 (0,28)
- Bošnjaci – 3
- Bugari – 1
- Crnogorci – 1
- Rumunji – 1
- ostali – 1
- neopredijeljeni – 52 (1,82)
- nepoznato – 10 (0,35)

## Povijest
Selo je do Drugug svjetskog rata bilo naseljeno Nijemcima (Folksdojčerima), koji su potjerani nakon rata, a na njihovo su mjesto naseljeni današnji stanovnici.

## Šport
- Nogometni klub Mladost Čeminac

Čeminac je poznat i po šahistima i stolnotenisačima. Tako su do Domovinskog rata uspješno djelovali šahovski klub Mladost Čeminac i stolnoteniski klub Matija Gubec Čeminac.
Šahisti (Huskić, Blagojević, Strmečki, Odri, braća Jakovljević, Nogalo, Vidović, Paradžik i drugi) i šahistice (Subašić, Štefanec i Vidović) vođeni nastavnikom Željkom Gašpertom ostvarili su niz zapaženih rezultata posebno u mlađim kategorijama na regionalnim i republičkim natjecanjima.  
Stolnotenisači su do Domovinskog rata, uz stolnoteniski klub iz Belog Manastira, bili najuspješniji u Baranji. To se pogotovo odnosi na igrače u mlađim kategorijama koji su redovito osvajali prva mjesta na pojedinačnim i momčadskim prvenstvima Baranje. Klub je početkom 80-ih osnovao nastavnik Mirko Blagojević, a uz njega igrali su Ramljak, braća Paradžik, Babli, Barić, Kovač, Kuzmanović i Županić.

## Vanjske poveznice
- Službene stranice Općine Čeminac